# Paula Líndez Ciurana
Paula Líndez Ciurana (Mora de Ebro, Tarragona, 28 de septiembre de 1988) es una árbitra de fútbol de la Kings & Queens League.

## Trayectoria
Ascendió a la máxima categoría del fútbol femenino español el año 2017, cuando esta fue creada para que la Primera División Femenina de España fuera dirigida únicamente por árbitras. Su categoría en el fútbol masculina corresponde a la Primera Catalana.

## Temporadas
| Categoría             | País   | Año       |
| --------------------- | ------ | --------- |
| Kings & Queens League | España | 2023-     |
| Primera División      | España | 2017-2018 |